# Historia del pueblo gitano
El origen de los gitanos, también conocidos como pueblo rom, roma o romaní, es todavía hoy objeto de controversia. Existen varias razones que explican la oscuridad que envuelve a este asunto. Su historia ha sido estudiada siempre por los no romaníes, con frecuencia a través de un tamiz fuertemente etnocentrista. Los primeros movimientos migratorios datan del siglo x, de manera que mucha información se ha perdido. Es importante señalar también que los primeros grupos de gitanos llegados a la Europa occidental fantaseaban acerca de sus orígenes, atribuyéndose una procedencia misteriosa y legendaria, en parte como estrategia de protección frente a una población ante la que eran minoría, en parte como puesta en escena de sus espectáculos y actividades.

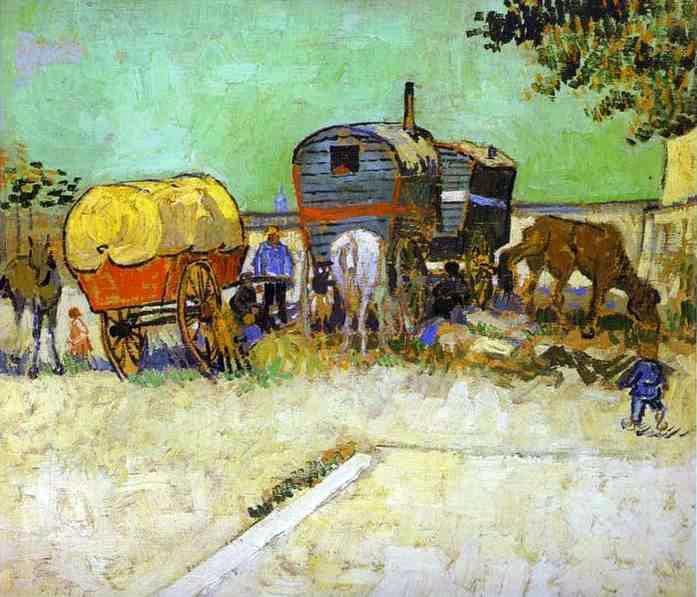
Un campamento gitano cerca de Arlés, visto por el pintor Vincent van Gogh

Las principales fuentes de información son los testimonios escritos, los análisis lingüísticos y la genética de poblaciones.

## El términogitanoy la cuestión de su origen geográfico
El término español «gitano» parece ser una corrupción de egiptano, aplicado a este pueblo por la creencia errónea de que procedía de Egipto. En el siglo xviii, el estudio del idioma romaní, propio de los gitanos, confirmó que se trataba de un idioma índico, muy similar al hindi occidental. Esto indicaba que el origen del pueblo gitano se halla en el noroeste del subcontinente indio, precisamente en la región de Rayastán. Este descubrimiento lingüístico se ha visto además respaldado por estudios genéticos.

## Orígenes legendarios
La procedencia de los gitanos ha sido objeto de todo tipo de fantasías. Han sido considerados descendientes de Caín, o relacionados con la estirpe de Cam. Algunas tradiciones los han identificado con magos caldeos de Siria o con una tribu de Palestina extraviada en el Egipto faraónico. Una antigua leyenda balcánica los hace forjadores de los clavos de Cristo, motivo por el cual habrían sido condenados a errar por el mundo, si bien no hay ninguna prueba que sitúe a los gitanos en Oriente Medio en esa época.

## Primer movimiento migratorio del sigloX
Los estudios genéticos y lingüísticos parecen confirmar que los rom son originarios del subcontinente indio, en lo que hoy es el estado de Rayastán. La causa de su diáspora continúa siendo un misterio. Unas teorías sugieren que fueron originariamente individuos pertenecientes a una casta inferior reclutados y enviados a luchar al oeste contra la penetración musulmana. O tal vez los propios musulmanes conquistaron a los rom, los esclavizaron y los trajeron al oeste, donde formaron una comunidad separada. Esta última hipótesis se basa en un relato de Mahmud de Gazni, que informa de cincuenta mil prisioneros durante una invasión turco-persa de la India. Por qué los rom escogieron viajar al oeste en lugar de regresar a su tierra constituye otro enigma, aunque la explicación puede haber sido el servicio militar bajo dominio musulmán.
Lo que es aceptado por la mayoría de los investigadores es que los romaníes podrían haber abandonado la India en torno al año 1000 y haber atravesado lo que ahora es Afganistán, Irán, Armenia y Turquía.[cita requerida] Varios pueblos similares a los gitanos viven hoy en día en la India, aparentemente originarios del estado desértico de Rayastán, y a su vez, poblaciones gitanas reconocidas como tales por los propios gitanos habitan todavía en Irán con el nombre de lurios.
Si bien las pruebas documentales comienzan a ser fiables sólo a partir del siglo xiv, algunos autores contemporáneos han rebajado la fecha del año 1000 o incluso antes.[cita requerida] Ciertos datos sugieren que las primeras referencias escritas de la existencia del pueblo rom son anteriores: un texto que relata cómo Santa Atanasia de Egina repartió comida en Tracia a unos «extranjeros llamados atsigani» (del griego ατσίνγανος') durante la hambruna del siglo ix, en plena época bizantina.[cita requerida] Incluso antes, a principios del mismo siglo, Teófanes el Confesor escribe en 803 que el emperador Nicéforo I echó mano de la ayuda de ciertos atsigani, que con su magia le habrían ayudado a contener una revuelta popular.[cita requerida]
Atsinganoi fue un término usado también para referirse a adivinadores ambulantes y ventrílocuos y hechiceros que visitaron al emperador Constantino IX en 1054.[cita requerida] Un texto hagiográfico (Vida de San Jorge anacoreta) refiere cómo los atsigani fueron llamados por Constantino para ayudarle a limpiar los bosques de fieras. Más tarde serían descritos como hechiceros y malhechores y acusados de intentar envenenar el galgo favorito del emperador. La extensión de ese término generaría los modernos sustantivos tzigane, Zigeuner, zingari y zíngaros.
Un relato histórico-legendario del siglo x titulado Crónica Persa, de Hazma de Ispaham, menciona a ciertos músicos solicitados al rey de la India, a los que llamó zott. El Libro de los Reyes (o Shahnameh, del poeta Firdusi, fechado en 1010) cuenta una historia similar: varios miles de Zott, Rom o Dom ('hombres') habrían partido del actual Sind (puede que del río Indo) con objeto de entretener al rey de Persia con sus espectáculos. El rey había recibido a doce mil juglares o trovadores, mujeres y hombres a los que asignó tierras y también les dio trigo y animales a fin de que tuvieran de qué vivir y pudieran divertir gratuitamente a su pueblo. Después del primer año, esta gente había descuidado lo que el rey les había dado y malgastado los recursos, hallándose carenciados. El rey Behram, indignado, les ordenó que recogieran sus asnos y sus instrumentos de música y recorrieran el país, ganándose su sustento cantando. Por lo tanto estas personas desde ese momento, según el relato, van de un lado a otro del mundo buscando un sustento.
A partir de ahí, tras una larga estancia en esa región, y ya descritos como un pueblo que rechazaba vivir de la agricultura, se habrían esparcido en dos grupos migratorios: uno hacia el sudoeste y Egipto, otro hacia el noroeste y Europa.
Si bien no existe consenso definitivo sobre esta cuestión, la opinión más extendida se ve avalada por las siguientes evidencias del origen asiático de los gitanos.[cita requerida]

### Evidencias lingüísticas del origen asiático de los gitanos
Desde su llegada a tierras europeas, uno de los rasgos de la comunidad gitana que más llamó la atención de los demás pueblos era su extraño idioma, muy diferente de los hablados en Europa. La primera reproducción escrita del idioma romaní se remonta a una enciclopedia de título First Book of the Introduction of Knowledge (Primer libro de introducción al saber), cuyo autor fue Andrew Boorde. Esta obra, completada en 1542 y publicada en 1547, recogía ejemplos de frases en lo que el autor llamaba Egipt speche (‘habla egipcia’), conque daba por válida la creencia de que los gitanos procedían de Egipto.
Durante los dos siglos siguientes aparecen más menciones escritas del idioma romaní. En España, el marqués de Sentmenat publica alrededor de 1750 un pequeño vocabulario del romaní hablado en la península ibérica.
Uno de los primeros o el primer documento en que se propone identificar el idioma romaní como un idioma indio es un trabajo de Szekely de Doba en la Gaceta de Viena en 1763. En este artículo se comenta que el predicador Vali, de la Universidad de Leiden, estudió el idioma de unos estudiantes de Malabar del distrito de Zigania, nombre que le recordó el de los zíngaros y que posteriormente expuso el vocabulario a gitanos de Almasch (Komora, Eslovaquia), comprobando que estos entendían las palabras.
A nivel académico, el descubrimiento del origen indio del romaní corresponde al alemán Johann Rüdiger, catedrático de la Universidad de Halle. En 1782  Rüdiger publicó un artículo de investigación lingüística en el que analizaba el habla de una mujer gitana, Barbara Makelin, y la comparaba con el idioma recogido en una gramática alemana del hindustaní (el nombre con el que se conocía antiguamente a los actuales hindi y urdu). En dicho artículo, Rüdiger reconocía la influencia en sus investigaciones del diccionario de romaní de Hartwig Bacmeister, de 1755, a quien ya en 1777 había comunicado sus ideas, así como su deuda hacia su profesor Christian Büttner, que años antes había aventurado la posibilidad de un origen indio o acaso afgano de los gitanos. Sin embargo, fue Rüdiger quien estableció, mediante su comparación entre la descripción gramatical del hindustaní y el habla de Barbara Makelin, que las similitudes entre ambas variedades lingüísticas evidenciaban un origen común.[cita requerida]
Estudios subsiguientes del idioma romaní han mostrado un estrecho parentesco con el hindi occidental, tanto en su vocabulario fundamental como en sus estructuras gramaticales y en los cambios fonéticos. Las investigaciones de Alexandre Paspati (Études sur les Tchinghianés, publicadas en Constantinopla en 1870), de John Sampson (The dialect of the gypsies of Wales, 1926) y de los suecos Gjerdman y Ljungberg (La lengua del gitano sueco trabajador del cobre Dimitri Taikon, publicado en 1963) evidencian que existe una unidad dentro del romaní que se extiende por toda Europa. Los estudios citados recogían muestras del romaní griego, galés y sueco, respectivamente. Queda demostrado así que el vocabulario básico coincide de manera relevante:
| Castellano | Sánscrito | Hindi | Grecorromaní | Romaní galés | Romaní kalderash (sueco) |
| ---------- | --------- | ----- | ------------ | ------------ | ------------------------ |
| grande     | vadra     | bara  | bara         | baro         | baró                     |
| cabello    | vála      | bal   | bal          | bal          | bal                      |

Determinadas características gramaticales índicas se mantienen en el romaní contemporáneo (y algunas incluso en el caló español actual):
- el final en -e para el masculino y en -i para el femenino
- la formación de abstractos por añadido de -ben o -pen: taco ('cierto') se convierte en taciben ('verdad').
- sustitución del genitivo por un final adjetivado: dadésko gras ('el caballo del padre', donde dad es 'padre' y gras 'caballo').

### Evidencias lingüísticas de la migración gitana
De acuerdo con los estudios de Terrence Kaufman (1973), el origen del idioma romaní, basado en los dialectos europeos, puede localizarse en la India central y posteriormente pueden documentarse préstamos lingüísticos que ha ido adquiriendo en los territorios por donde migraba, que irían desde el siglo II a. C. al siglo XIV d. C. Así, tiene préstamos del persa de su paso por Persia, pero no del idioma árabe, lo que demuestra que su paso por Persia fue anterior a su islamización hacia 900 d. C. De hacia los siglos xi-xii tiene préstamos de idiomas del Cáucaso (oseta, georgiano y armenio). Luego se detecta la migración hacia Turquía, donde recibe préstamos del griego, pero no del turco, lo cual indica que su paso fue anterior a la invasión turca. Hacia 1300 d. C. se produciría la entrada en los Balcanes, donde adquirió préstamos de los idiomas eslavos. Posteriormente los dialectos europeos del romaní se dividen, aunque Kaufman indica una distinción entre los que tienen influencia léxica del idioma rumano y los que no, que serían los gitanos de Bulgaria y los de España.

### Evidencias genéticas del origen asiático de los gitanos
Los estudios genéticos corroboran la evidencia lingüística que sitúa el origen del pueblo gitano en el Subcontinente Indio.[cita requerida]
Estudios genéticos realizados en gitanos búlgaros, bálticos y valacos sugieren que cerca del 50 % de los cromosomas Y del ADN mitocondrial pertenecen al haplogrupo hombre H y al haplogrupo mujer M, ampliamente extendidos en Asia del Sur y Asia Central.[cita requerida] Los hombres se corresponden mayoritariamente con los haplogrupos H (50 %), I (22 %) y J2 (14 %), Rlb (7 %); las mujeres al H (35 %), M (26 %), U3 (10 %), X (7 %) y otros (20 %). Tales haplogrupos son raros en los no gitanos, y el resto se encuentran esparcidos por toda Europa. Los haplogrupos femeninos U2i y U7 prácticamente no existen en las mujeres gitanas, pero están presentes en Asia del Sur (cerca del 11-35 %).[cita requerida]
Se puede calcular que aproximadamente la mitad del patrimonio genético gitano es parecido al de los grupos europeos circundantes. Pero los hombres gitanos del grupo sinti de la Europa Central son H (20 %), J2 (20 %) con una frecuencia elevada de R2 (50 %), frecuencia que se encuentra también en la India, concretamente en Bengala Occidental y entre los cingaleses de Sri Lanka. El marcador M217, presente en un 1,6 % de los hombres gitanos, se halla asimismo en Bengala Occidental (Kivisild y otros, 2003). Los haplogrupos L que se detectan en el 10% del subcontinente indio no se registran entre los gitanos (el equipo de Greshman no parece haber investigado el haplogrupo L), ni tampoco en los originarios de Bengala Occidental. A partir de la base de datos YHRD (Y Chromosome Haplotype Reference Database), se puede comprobar que algunas poblaciones gitanas europeas poseen un gran porcentaje de haplogrupos masculinos R1A1. Los datos de YHRD arrojan pocas correspondencias en general con la población del subcontinente, pero una alta correlación en el haplogrupo H con la comunidad de origen surasiático de Londres, en la que hay un porcentaje muy alto de individuos procedentes de Bengala Occidental y de Sri Lanka.
Las investigaciones genéticas de Luba Kalaydjieva muestran que el grupo original apareció hace unas 32-40 generaciones, y que ese grupo era pequeño, de apenas unos 1000 individuos.

## Estancia en Asia Menor en elsigloXIV
En 1322 un fraile franciscano llamado Simon Simeonis describe un pueblo con características similares a los atsigani que vivía en Creta. En 1350 Ludolphus de Sudheim menciona un pueblo similar, con un único idioma, al que llama mandapolos, palabra que se piensa deriva del griego mantes (‘profeta’ o ‘adivinador’). Hacia 1360, un feudo gitano independiente (llamado Feudum Acinganorum) se estableció en Corfú y se convirtió en una «comunidad estable, y una importante y consolidada parte de la economía». Dado que la región ocupada por estas comunidades rom era llamada «el pequeño Egipto», los peregrinos que la atravesaban para ir a Tierra Santa extendieron por toda Europa el apelativo de «egipcianos», de donde procederían los nombres de egitanos, gitanos, gitans, egypsies y gypsies. Además de los asentamientos griegos está documentada una larga estancia en los Balcanes, en tierras de serbios, búlgaros y rumanos, en el siglo XIV.

## ElsigloXV, la primera gran diáspora
A causa de las incesantes guerras entre bizantinos y pueblos tártaros y turcos, los gitanos iniciaron una nueva migración, la primera que está documentada. Las evidencias lingüísticas permiten reconstruir esta nueva peregrinación. Partiendo de que los gitanos habrían abandonado la India y de allí habrían pasado a Irán y el norte del mar Caspio, se supone que más tarde habrían tomado dos rutas. La primera, desde Armenia hasta Bizancio (lo que explicaría la presencia de vocabulario grecobizantino en el idioma de los gitanos), la otra, a través de Siria y Oriente Próximo y el Mediterráneo (de la cual quedarían vestigios de vocabulario árabe). Tras su estadía en los Balcanes, el idioma gitano absorbió vocabulario germánico, pero la ausencia de este resto lingüístico en los gitanos españoles hace sospechar que la migración se dividió en dos antes de ese asentamiento centroeuropeo. Una se habría dirigido hacia el oeste, al interior de Europa, y otra hacia el sur, hacia Siria. La primera rama se habría extendido por todo el continente europeo, mientras que la segunda habría cruzado África del Norte para reaparecer en Europa tras cruzar el estrecho de Gibraltar en el siglo xv, reencontrándose ambas corrientes migratorias en algún punto del sur de Europa. De esta manera, la llegada de los gitanos a la península ibérica es también un asunto controvertido que analizaremos más adelante.
Lo cierto es que la migración fue masiva y extraordinariamente rápida, siendo objeto de una acogida desigual. En el siglo xv comienza a encontrárselos por todas partes, y los documentos multiplican los testimonios de su presencia por toda Europa, que ha sido estudiada prolijamente. En 1416 se informa de la presencia de gitanos en Rumania, en Bohemia (República Checa) y en Lindau (Alemania). En 1417 el rey de Alemania Segismundo les concedió un salvoconducto, y entre 1418 y 1419 los gitanos ya circulaban por la actual Confederación Helvética. Entraron en Francia en 1419, y el 12 de agosto un grupo llegó a las puertas de Sisteron y luego circuló por la Provenza. En enero de 1420 estaban en Bruselas, y en octubre en Flandes y el norte de Francia. En 1421 llegaron a Brujas y después descendieron a Arrás. El 18 de julio de ese mismo año un grupo llegó a Bolonia para solicitar al Papa un salvoconducto como peregrinos cristianos. En la Corona de Aragón, en Perpiñán, se informa de su presencia por primera vez en 1415, y el 8 de mayo de 1425 se les localiza en Zaragoza. En 1427 ya se encontraban en Roma.
También en 1427 se produjo una de las llegadas de gitanos mejor documentadas, conservada en la obra Temoignage d'un bourgeois de Paris. El 12 de agosto de ese año llegaron a París, donde causaron gran fascinación por su aspecto miserable y extraño, y la gente acudió en masa para verlos adivinar el futuro. Vivían de la magia y de los pequeños robos, hasta que el obispo los expulsó en septiembre de dicho año y partieron en dirección a Pontoise. Según Helena Sánchez Ortega esta crónica resume el cuadro de tipificación negativa de los gitanos que se ha de mantener hasta nuestros días.

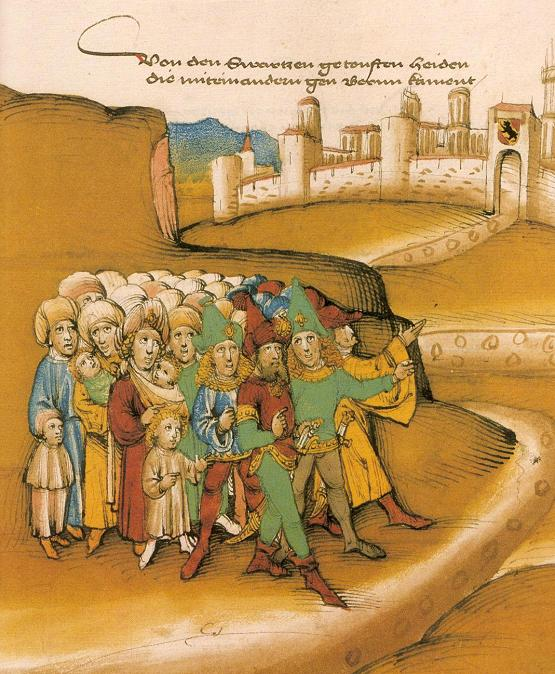
Gitanos fuera de la ciudad de Berna; se los muestra con trajes y armas sarracenas. Grabado del.

Su periplo europeo no se detuvo, y en 1430 circulaban por toda Francia bajo una acogida desigual: Arlés, Brignoles, Metz, Troyes, Grenoble, Nevers, Romans, Colmar, Orleans y Le Luc.[cita requerida] En 1435 fueron vistos en Santiago de Compostela, y en 1462 se los recibió con honores en Jaén. Suiza los expulsó en 1471. En 1493 estaban en Madrid. En esta última ciudad, en el Concejo «…acordaron de dar limosna a los de Egibto porque a ruego de la Villa pasaron delante, diez reales, para evitar los daños que pudieran hazer trezientas personas que venían…».[cita requerida]

### La cuestión de la entrada en la península ibérica
Cómo y cuándo llegaron los gitanos a la península ibérica es una cuestión cuyo consenso dista de haberse alcanzado. Una primera teoría no contrastada documentalmente, los hace proceder del norte de África, desde donde habrían cruzado el estrecho de Gibraltar para reencontrarse en Francia con la ruta migratoria norteña, Se distinguirían así los gitanos del norte entrados por Perpiñán, a los que se les denominó egipcianos, de donde derivó a egiptanos, y de ahí a gitanos; de los que presuntamente accedieron por el sur, llamados tingitanos (en su pronunciación deformada, gitanos, es decir, procedentes de Tingis, hoy Tánger), y los del este (o grecianos) que penetraron por la ribera mediterránea en los años ochenta del siglo xv, probablemente a causa de la caída de Constantinopla.
La penetración mejor documentada es la del norte. El primer documento conservado es de 1415. En él, Alfonso (luego el Magnánimo) concede salvoconducto a un tal Tomás Sabba, aunque muchos historiadores lo consideran un peregrino etíope camino a Santiago de Compostela. En cambio, es mayormente acertado como el primer gitano Juan de Egipto Menor, a quien el mismo monarca concede otra carta de paso en 1425  con su gente, ordenando que sea bien tratado:

[…] Como nuestro amado y devoto don Juan de Egipto Menor […] entiende que debe pasar por algunas partes de nuestros reinos y tierras, y queremos que sea bien tratado y acogido […] bajo pena de nuestra ira e indignación […] el mencionado don Juan de Egipto y los que con él irán y lo acompañarán, con todas sus cabalgaduras, ropas, bienes, oro, plata, alforjas y cualesquiera otras cosas que lleven consigo, sean dejado ir, estar y pasar por cualquier ciudad, villa, lugar y otras partes de nuestro señorío a salvo y con seguridad […] y dando a aquellos pasaje seguro y siendo conducidos cuando el mencionado don Juan lo requiera a través del presente salvoconducto nuestro […] Entregada en Zaragoza con nuestro sello el día doce de enero del año del nacimiento de nuestro Señor 1425. Rey Alfonso.

En esos años se sucedieron los salvoconductos, otorgados a supuestos nobles gitanos peregrinos. El seguimiento de esos salvoconductos por toda la geografía española revela para algunos investigadores (según Teresa San Román) algunas evidencias:
- El número de gitanos que entraron o habitaron en la Península en el siglo xv se calcula aproximadamente en 3000 individuos.
- Los gitanos viajaban en grupos variables, de 80-150 personas, lideradas por un hombre.
- Cada grupo autónomo mantenía relaciones a distancia con alguno de los otros, existiendo tal vez relaciones de parentesco entre ellos (algo común en nuestros días entre los gitanos españoles).
- La separación entre cada grupo era variable y en ocasiones unos seguían a los otros a corta distancia y por las mismas rutas.
- La estrategia de supervivencia más común era la de presentarse como peregrinos cristianos para buscar la protección de un noble.
- La forma de vida era nómada y se dedicaban a la adivinación y el espectáculo.

## ElsigloXVIy el comienzo de la persecución[citarequerida]
El siglo xv puede ser considerado como la edad de oro de los gitanos en Europa. Vagaban de ciudad en ciudad, y aunque es cierto que fueron expulsados con frecuencia, habría que esperar al siglo xvi para que se desatara una ola de persecución solo comparable al antijudaísmo de los europeos. En el siglo xv los estereotipos negativos aún no estaban enraizados, y entre la hostilidad y la fascinación la cultura gitana se dispersó por el continente, mezclándose con las culturas y los idiomas locales. Lentamente se fue convirtiendo en un desafío para los poderes establecidos, para la población sedentaria y para la religión dominante.

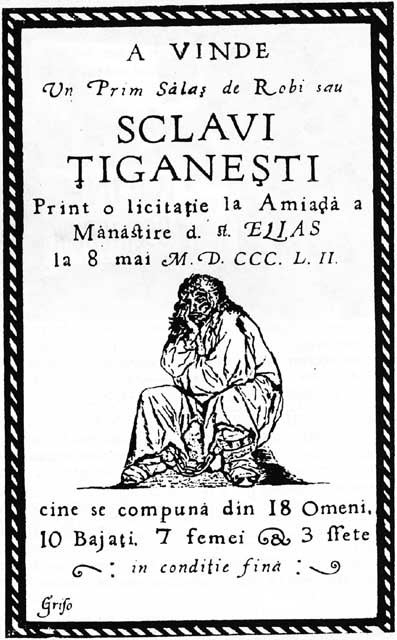
Anuncio de una venta de esclavos gitanos en Valaquia el 8 de mayo de 1852: 18 hombres, 10 niños, 7 mujeres y 3 niñas, in conditie fina (‘en buena condición’)

Cuando tuvo lugar el descubrimiento de América, en 1492, los gitanos ya estaban esparcidos por toda Europa, donde a pesar de una buena acogida inicial comenzaron a ser perseguidos, marginados, expulsados, severamente castigados, esclavizados (como en Rumania, donde la esclavitud gitana no fue abolida hasta 1864)[cita requerida] o simplemente exterminados. El desencuentro entre los no gitanos y los gitanos perduraría desde el siglo xvi hasta la actualidad. En España, la pragmática de Medina del Campo de 1499 los obligó a abandonar la vida nómada. En 1500, el mismo año en que entraron en Polonia y Rusia, la Dieta de Augsburgo los expulsó de Alemania. En 1505 Jacobo IV de Escocia les concedió un salvoconducto y saltaron a Dinamarca. Llegaron a Suecia en 1512 y en 1514 a Inglaterra, de donde se los expulsaría, bajo pena de muerte, en 1563. Antes de eso, en España se los conminó en 1539 a la sedentarización bajo pena de seis años de galeras, y en 1540 los obispos de Bélgica ordenaron su expulsión bajo pena de muerte.[cita requerida]
A partir de finales del siglo xvi se sucederán en toda Europa pragmáticas, leyes y decretos contra el modo de vida de los gitanos, estando al borde de la extinción tras la Gran Redada de 1749.[cita requerida] La dinámica de estas disposiciones será contradictoria (se los obliga a sedentarizarse al tiempo que se les impide la entrada en muchas ciudades, se los obliga a asimilarse al tiempo que se los concentra en determinados barrios, se los obliga a trabajar en oficios reconocidos al tiempo que se les impide la entrada en los gremios…). La tenacidad de los gitanos, sus estrategias de ocultamiento, de multiocupacionalidad (como la llama Teresa San Román), de seminomadismo o itinerancia circunscrita, de adaptación a las circunstancias cambiantes de la legislación, la capacidad para cruzar fronteras o para aliarse en ocasiones con la población autóctona realizando trabajos imprescindibles, hacen que los gitanos de toda Europa se resistan a la asimilación y conserven sus propios caracteres culturales más o menos intactos hasta la actualidad.
Ante la ausencia de testimonios escritos propios y lo negativo de los ajenos, resultan valiosas las referencias de un personaje peculiar que se acercó al mundo gitano con interés y curiosidad romántica en la primera mitad del siglo xix: George Borrow. En sus viajes por buena parte de Europa como predicador protestante tuvo oportunidad de contactar con grupos gitanos cuyo idioma aprendió, traduciendo e incluso publicando el Evangelio en caló (entre su producción literaria se encuentra La Biblia en España, libro de viajes estudiado por Manuel Azaña).

## El salto a América, elsigloxixy la segunda gran diáspora

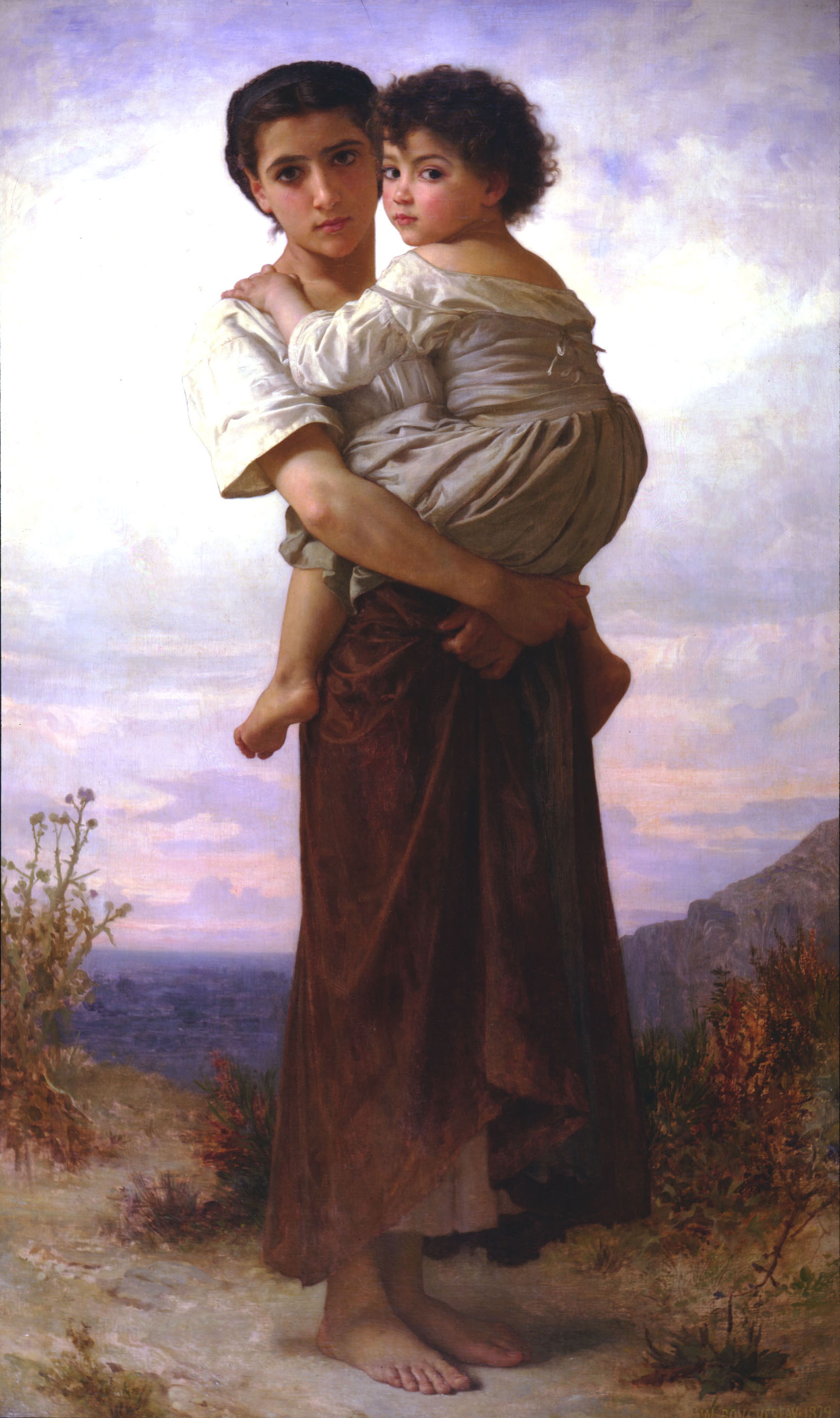
Imagen de una gitana y su hijo, pintada por William-Adolphe Bouguereau en 1879

El salto de los gitanos hacia América corrió parejo a la propia diáspora de los europeos. Se emprendió entonces una nueva migración. Está plenamente establecido que en 1498, Cristóbal Colón, en su tercer viaje, embarcó a cuatro gitanos que pisaban el Nuevo Mundo. Se sabe también que Inglaterra y Escocia enviaron remesas de gitanos a sus colonias americanas de Virginia, en el siglo xvii y Luisiana. La práctica de la deportación a América fue seguida ese mismo siglo por Portugal. Según este autor, los gitanos españoles solamente podían viajar a América con permiso expreso del rey. Felipe II decretó en 1570 una prohibición de entrada a los gitanos en América, y ordenó el regreso de los ya enviados. Se conoce el caso de un herrero gitano (Jorge Leal) que consiguió autorización para viajar a Cuba en 1602. Habría que esperar a la pragmática de 1783 para que los gitanos tuviesen permiso de residencia en cualquier parte del reino.
Entre finales del siglo xvii y mediados del siglo xix se produjo otro movimiento hacia el oeste de una numerosa población gitana, huyendo de la esclavitud o bien aprovechando su abolición en Moldavia y Valaquia en 1860 o como consecuencia del recrudecimiento de la persecución en la Europa occidental (especialmente en Francia y Alemania). Los gitanos emigraron a América Latina en un número que sigue siendo un misterio. Según Koen Peeters, la independencia de Serbia en 1878 aceleró esa salida, y las causas que explican el nuevo éxodo masivo pueden ser varias:

En primer lugar, a la presión de asimilación; en segundo lugar, a las nuevas posibilidades en sus actividades laborales; y, en tercer lugar, a motivos comunes a otros emigrantes de Serbia, como pueden ser, por un lado, la idea de que en el Nuevo Mundo tenían muchas posibilidades de conseguir grandes fortunas, las leyes que favorecieron la inmigración o también la aparición de nuevas posibilidades en lo que respecta a medios de transporte.

Asimismo en torno a 1860 se registra la salida de gitanos británicos (romnichels) y a principios del siglo xx hubo una nueva partida en masa de gitanos valacos.
La oleada migratoria se detuvo con el comienzo de la Primera Guerra Mundial, y no volvió a reiniciarse hasta 1989, año en que dio comienzo la tercera gran diáspora, todavía en curso.

## SigloXX, persecución y exterminio
La detención del flujo migratorio a principios del siglo XX no significó una mejora de las condiciones de vida de los gitanos. Las disposiciones legales continuaron siendo inútiles (como lo habían sido antes) a la hora de asimilarlos. En Francia, por ejemplo, una «ley sobre el ejercicio de las profesiones ambulantes y sobre la circulación de nómadas» obligaba en 1912 a proveerse de un «carné antropométrico de identidad» que debía ser sellado en cada desplazamiento.
A medida que se acerca la Segunda Guerra Mundial, la persecución (al socaire de las nuevas teorías pseudocientíficas) se hizo más dura. El gobierno prusiano, por ejemplo, decidió acabar con la «molestia gitana» mediante un acuerdo internacional diseñado para acabar con su forma de vida. En Baviera se elaboró en 1905 un «Libro gitano», con un censo inicial de 3000 individuos que pronto aumentaría con la colaboración de otros Estados germanos. Baviera autorizó el castigo a trabajos forzados a todo gitano que no pudiera demostrar tener un trabajo estable, y la República de Weimar extendió esta medida a toda Alemania. Los censos de gitanos se multiplicaron en toda Europa (Francia, Inglaterra) y en Suiza. En 1926 comenzó la ominosa costumbre de secuestrar niños gitanos (en alemán Kinder der Landstrasse) para ser educados entre no gitanos, práctica que solo se abandonaría en 1973.
El auge del nazismo y los excesos de la Segunda Guerra Mundial se cebaron con crueldad en los gitanos. Tomando como base los anteriores censos, el Centro de Investigación para Higiene Racial y Biología Poblacional del Reich comenzó a analizar la cuestión gitana. Tras unos momentos de duda, en los que se estuvo a punto de clasificar a los gitanos dentro de la raza aria, Himmler ordenó su internamiento y finalmente su ejecución en masa. Se conoce como genocidio gitano o porraimos a los intentos de la Alemania nazi y Austria nazi de exterminar a la mayoría de los pueblos gitanos de Europa, como parte del Holocausto durante la Segunda Guerra Mundial.  Se desconoce el número exacto de víctimas. Las estimaciones van desde 50.000-80.000 (Denis Peschanski, La France des camps, l'internement 1938-46, Gallimard, 2002, p. 379) hasta "500.000-1.500.000… Sólo en Auschwitz-Birkenau murieron más de 20.000 gitanos. Y en un solo día, el 3 de agosto de 1944, los últimos 2.897 habitantes de las barracas gitanas de Auschwitz, incluyendo mujeres y niños, dejaron para siempre de cantar y darse entusiasmo". El genocidio gitano es un fenómeno relativamente desconocido, en el que colaboraron con más o menos interés (al igual que en el genocidio judío) las poblaciones autóctonas.
En la Europa central y oriental bajo regímenes comunistas, los gitanos sufrieron políticas de asimilación y restricciones a su libertad cultural. En Bulgaria, se prohibió el uso del idioma romaní y la representación de música romaní en actos públicos. Decenas de miles de gitanos de Eslovaquia, Hungría y Rumania fueron reasentados en regiones fronterizas de Moravia, y se prohibió su estilo de vida nómada. En Checoslovaquia, donde se les calificó de "estrato social degradado", mujeres romaníes fueron sometidas a esterilizaciones como parte de la política del Estado para reducir su crecimiento demográfico. Esta política se puso en práctica mediante incentivos financieros, amenazas de retirada de subsidios sociales, desinformación y esterilización involuntaria.
A principios de la década de 1990, Alemania deportó a decenas de miles de inmigrantes a Europa Central y del Este. El 60% de unos 100.000 ciudadanos rumanos deportados de acuerdo con un tratado de 1992 eran gitanos.
En el tercer cuarto del siglo XX comenzó también un importante movimiento asociativo gitano, en especial, a partir del Primer Congreso Gitano de Londres, de 1971.

## SigloXX, la tercera gran diáspora

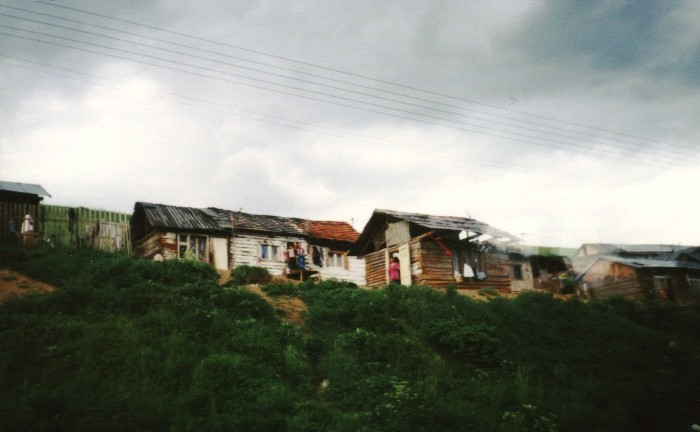
Poblado gitano en Eslovaquia.

Con la caída del Muro de Berlín en 1989, la consecuente caída de los gobiernos comunistas de la Europa Central y del Este, la subsiguiente crisis económica y, especialmente, por causa de la Guerra de Yugoslavia, comienza la tercera gran diáspora gitana. Este movimiento migratorio (cuya magnitud pasa generalmente inadvertida) se realiza de este a oeste. Las estimaciones son de entre unos 200.000 y unos 280.000 gitanos desplazados del este al oeste de Europa desde 1960 hasta 1997. Al deteriorarse la situación política de la ya moribunda Yugoslavia, unos 40.000 gitanos llegaron a Italia y otros 30.000 a Austria. La crisis económica ha generado también una intensa ruta migratoria desde Rumanía a Europa occidental en una cantidad todavía por calcular. Las leyes de ciudadanía discriminatorias en la República Checa, por ejemplo, o los disturbios antigitanos y los endurecimientos de leyes en Italia son un ejemplo de que persisten viejas formas de discriminación.
Según los informes del Banco Mundial en Europa hay una población de 7 a 9 millones de gitanos, de los que alrededor de 2 millones viven en Rumanía, aunque porcentualmente la presencia más alta del pueblo gitano es la de Macedonia del Norte, donde representan el 11% de la población. La mayor parte de la población gitana de Europa Central en la zona balcánica vive con menos de 3 euros diarios por persona y un 89% de los gitanos de Bulgaria no han podido cursar estudios primarios.